# Monetazione di Costantino e dei Costantinidi
Per monetazione di Costantino e dei Costantinidi si intende l'insieme delle monete emesse dalle zecche romane durante che inizia quando Costantino I rimase unico Augusto (nel 324), fino alla morte di Giuliano (nel 363) e che vide la fine della dinastia costantiniana. Durante questo periodo, in seguito alla morte del primo sovrano Cristiano, furono combattute guerre fratricide come quella tra Costantino II e Costante I del 340; o tra Costanzo II e l'usurpatore Magnenzio nel 351-352.

## Zecche costantiniane
Oltre alle zecche tetrarchiche istituite da Diocleziano, ne furono aggiunte di nuove:
- come quella di Arelate (fondata nel 313 o 314, col personale proveniente dalla zecca di Ostia);
- la zecca di Sirmium (dal 320/326);[3]
- la zecca di Costantinopoli, nuova capitale imperiale dal 330 in poi;
- la zecca di Ambianum (dal 350 al 353);

chiuse altre:
- come quella di Ostia (nel 313, dopo la vittoria di Costantino su Massenzio nella battaglia di Ponte Milvio);
- la zecca di Londinium nel 326;
- la zecca di Ticinum nel 326/327;[4]
- la zecca di Mediolanum nel 327.[5]

## Storia e tematiche principali per periodo

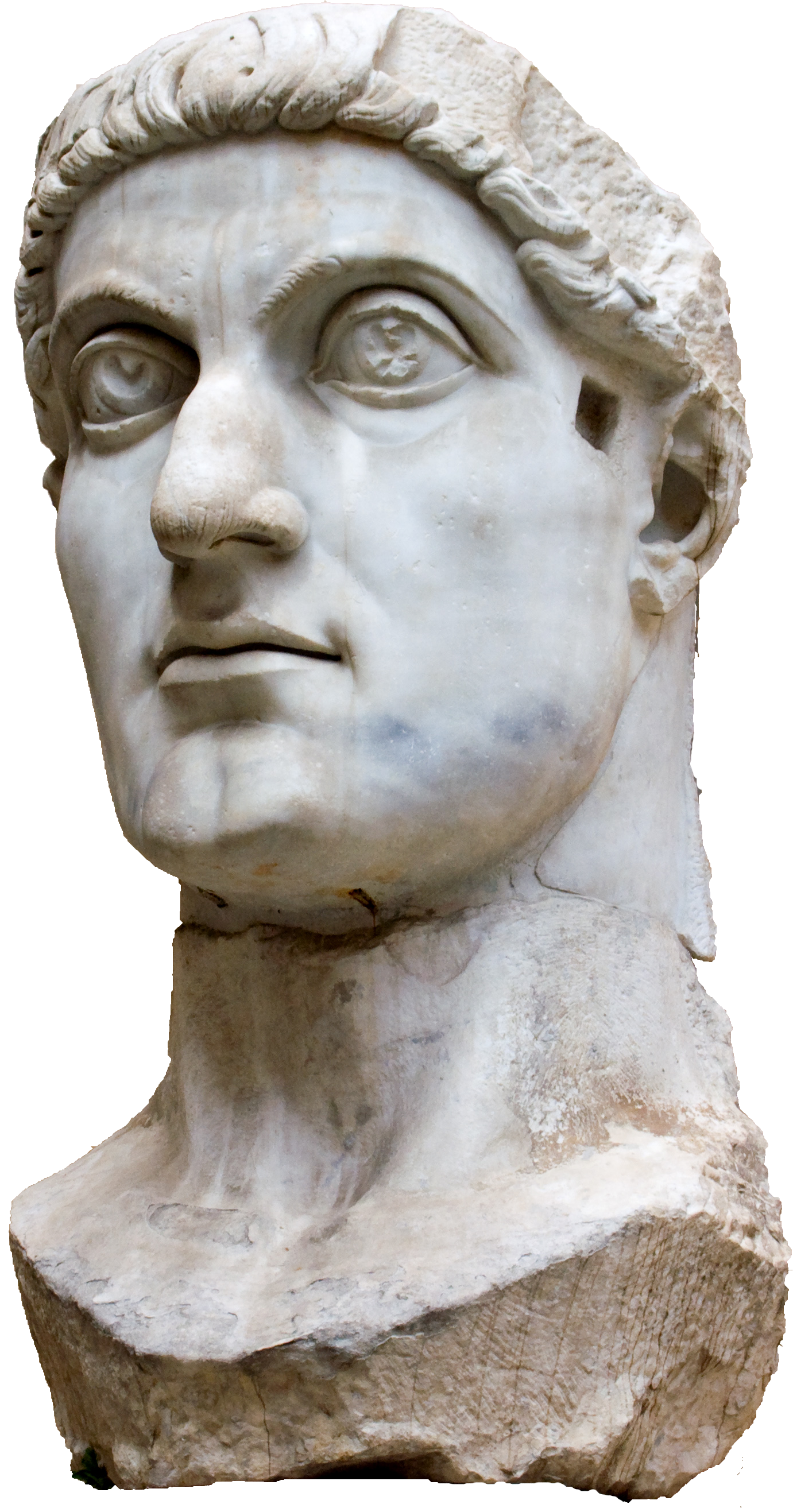
Costantino I detto il Grande, primo imperatore cristiano e capostipite della dinastia costantiniana.

| Titolatura imperiale di Costantino I | Numero di volte      | Datazione evento |
| ------------------------------------ | -------------------- | --- |
| Tribunicia potestas                  | 33 anni consecutivi: | dal 306 al 22 maggio del 337. |
| Consolato                            | 8 volte:             | nel 307 (I), 312 (II), 313 (III), 315 (IV), 319 (V), 320 (VI), 326 (VII), 329 (VIII). |
| Salutatio imperatoria                | 32 volte:            | la prima nel 306 quando fu proclamato Caesar, poi nel 307 (2° e 3°), 308 (4°), poi rinnovata ogni anno dal luglio del 309 fino al luglio del 336. |
| Titoli vittoriosi                    |                      | Germanicus maximus IV (nel 307, 308, 314 circa e 328-329;); Sarmaticus maximus III (317/319, 323 e 334); Gothicus maximus II (328 o 329 e 332); Dacicus maximus (336); Adiabenicus (ante 315); Arabicus maximus (tra il 315 e il 319); Armeniacus maximus (tra il 315 e il 319); Britannicus maximus (ante 315); Medicus maximus (ante 315); Persicus maximus (nel 312/313, comunque ante 315). |
| Altri titoli                         |                      | Caesar (dal 306 al 313) e Augustus (dal 313 al 337); Pater Patriae, Felix, Invictus, Proconsul e Pontifex Maximus (nel 307); Maximus dal 312; Victor (in sostituzione di Invictus) dal 324. |

### Monetazione costantiniana dall'unificazione alla morte (325-337)
La fase dalla riunificazione imperiale (dal 325) alla morte di Costantino il Grande (avvenuta nel 337), vide l'imperatore cristiano riordinare l'amministrazione interna e religiosa, oltre a consolidare l'intero sistema difensivo lungo i tratti renano e danubiano ed ottenendo importanti successi militari che portarono a "controllare" buona parte di quei territori ex-romani, che erano stati abbandonati da Gallieno ed Aureliano: dall'Alamannia (Agri decumates), alla Sarmatia (piana meridionale del Tibisco, ovvero il Banato) fino alla Gothia (Oltenia e Valacchia). E sempre a partire da questi anni, Costantino continuò ad utilizzare quali sue residenze imperiali preferite Serdica, Sirmium e Tessalonica, oltre alla diocelzianea Nicomedia.
Il 18 settembre 335, Costantino elevò il nipote Dalmazio al rango di cesare, assegnandogli la Thracia, l'Achaea e la Macedonia, con probabile capitale a Naisso e compito principale la difesa di quelle province contro i Goti, che le minacciavano di incursioni. Costantino divise così di fatto l'impero in quattro parti, tre per i figli e una per il nipote; la nomina di Dalmazio, però, dovette incontrare l'opposizione dell'esercito, che aveva palesato la propria preferenza per l'accesso della linea dinastica diretta al trono.
| Costantino, dall'unificazione alla morte (325-337) | Costantino, dall'unificazione alla morte (325-337) | Costantino, dall'unificazione alla morte (325-337)                                                                                      | Costantino, dall'unificazione alla morte (325-337) | Costantino, dall'unificazione alla morte (325-337) | Costantino, dall'unificazione alla morte (325-337)                  | Costantino, dall'unificazione alla morte (325-337)                                               |
| Immagine                                           | Valore                                             | Dritto | Rovescio | Datazione                                          | Peso; diametro                                                      | Catalogazione                                                                                    |
| -------------------------------------------------- | -------------------------------------------------- | --- | --- | -------------------------------------------------- | ------------------------------------------------------------------- | ------------------------------------------------------------------------------------------------ |
|                                                    | follis                                             | CONSTANTINUS AVG, testa laureata verso destra.                                                                                          | SARMATIA DEVICTA, la Victoria avanza verso destra, tiene in mano un trofeo ed una palma, mentre calpesta un prigioniero seduto sulla destra; SIRM in esergo.                                                      | 324/325                                            | 19mm, 2.97 g, 6h (zecca di Sirmium );                               | RIC VII 48.                                                                                      |
|                                                    | follis                                             | FL IVL CRISPVS IVN NOB CAES, testa laureata verso destra;                                                                               | ALEMANNIA DEVICTA, la Vittoria avanza, tenendo un trofeo ed una palma in mano, mentre un prigioniero è seduto ai suoi piedi; SIRM in esergo.                                                                      | 324/325                                            | 20mm, 3.15 gm (zecca di Sirmium );                                  | RIC Crispus, VII 49; LRBC 803.                                                                   |
|                                                    | follis                                             | CONSTANTINVS IVN NOB CAES, testa laureata verso destra e busto con corazza;                                                             | ALEMANNIA DEVICTA, la Vittoria avanza, tenendo un trofeo ed una palma in mano, mentre un prigioniero è seduto ai suoi piedi; SIRM in esergo.                                                                      | 324/325                                            | 20mm, 3.40 gm (zecca di Sirmium );                                  | RIC Constantinus II, VII, 50.                                                                    |
|                                                    | Æ Follis                                           | FL HELENA AVGVSTA, busto della madre di Costantino I, Flavia Giulia Elena, rivolta verso destra con diadema imperiale e drappeggio.     | SECVRITAS REI PVBLICE, la sicurezza della Repubblica romana in piedi verso sinistra, tiene un ramo nella mano destra; S(ecunda oficina) TR (crescente) in esergo.                                                 | 325-326                                            | 19 mm, 3.45 gr; seconda officina della zecca di Augusta Treverorum. | RIC VII 465.                                                                                     |
|                                                    | follis                                             | FLAV MAX FAVSTA AVG, busto verso destra con drappeggio di Flavia Fausta, moglie di Costantino I, con i capelli raccolti in uno chignon; | SALVS REIPVBLICAE, Fausta come la Salus, in piedi verso sinistra, tiene in braccio i figli Costantino II e Costanzo II; in esergo Α / CONS; in esergo AQ P(rima).                                                 | 326                                                | 19 mm, 3.07 gr, prima officina della zecca di Costantinopoli;       | RIC Constantinus, VII 12; LRBC 976.                                                              |
|                                                    | Æ Follis                                           | CONSTAN-TINVS AVG, testa laureata e busto verso destra.                                                                                 | D N CONSTANTINI MAX(imo) AVG(gusto), un accampamento romano con due torri, una stella sopra; P(rima) una palma e poi la T in esergo.                                                                              | 326/327                                            | 17 mm, 3.44 gr, 12 h (zecca di Ticinum, prima officina)             | RIC VII 205.                                                                                     |
|                                                    | solido d'oro                                       | Testa di Costantino I verso destra che indossa un diadema di tre file di perle, gli occhi verso il cielo.                               | GLORIA CONSTANTINI AVG, Costantino in piedi, tiene in mano una lancia ed una spada, ed un trofeo sulla sua spalla sinistra, due prigionieri legati ai suoi piedi; SMTS in esergo.                                 | 327                                                | 6.83 gm (zecca di Tessalonica);                                     | RIC Constantinus I, VII 163 var. (diadema); Alföldi 168, pg. 13, 198; Bastien, Donativa, pg. 80. |
|                                                    | follis                                             | [...] CONSTANTINUS MAX AUG, testa di Costantino I con diadema, busto con drappeggio e corazza verso destra.                             | GLORI-A EXER-CITVS, due soldati, ognuno tiene una lancia ed uno scudo riversi, in piedi uno di fronte all'altro con due vessilli al centro; in esergo AQ P(rima).                                                 | 334/335                                            | 16 mm, 2.71 gr, 6 h 1° officina della zecca di Aquileia;            | RIC Constantinus, VII 124.                                                                       |
|                                                    | solido                                             | CONSTANTI-NVS MAX AVG, testa con diadema, busto con drappeggio e corazza verso destra;                                                  | VICTORIA CO-NSTANTINI AVG, la Vittoria avanza verso sinistra, tiene un trofeo nella destra ed una fronda di palma nella sinistra, appoggiata al braccio; (Cristogramma ovvero Taurogramma)-LXXII//SMAN in esergo. | 335/336                                            | 4.42 g, 12h (zecca di Antiochia);                                   | RIC VII 100; Alföldi 571; Depeyrot 49/1; Cohen 605.                                              |
|                                                    | frazione di follis in bronzo                       | FL DELMATIVS NOB C(aesar), testa laureata, busto con drappeggio e corazza verso destra.                                                 | GLORI-A EXER-CITVS, due soldati, ognuno tiene una lancia ed uno scudo riversi, in piedi uno di fronte all'altro con un vessillo al centro; SMTSB in esergo.                                                       | 336/337                                            | 17mm, 1.55 gm. (2° officina della zecca di Tessalonica);            | RIC Delmatius, VII 228.                                                                          |
|                                                    | frazione di follis in bronzo                       | FL DELMATIVS NOB C(aesar), testa laureata, busto con drappeggio e corazza verso destra.                                                 | GLORI-A EXER-CITVS, due soldati, ognuno tiene una lancia ed uno scudo riversi, in piedi uno di fronte all'altro con un vessillo al centro; in esergo AQ S(secunda).                                               | 336/337                                            | 18 mm, 1.22 gr, 11 h. 2° officina della zecca di Aquileia;          | RIC Delmatius, VII 142.                                                                          |
|                                                    | follis                                             | CONSTANTI-NVS MAX AVG, testa laureata di Costantino I verso destra;                                                                     | SPES PVBLICA al centro della moneta, un labarum, con tre medaglioni sul drappeggio, in alto un cristogramma, in basso un serpente; CONS in esergo.                                                                | 337                                                | 2.97 g (zecca di Costantinopoli);                                   | RIC VII 19.                                                                                      |
|                                                    | solido                                             | FL HANNIBALIANO REGI, testa laureata di Annibaliano verso destra;                                                                       | SE-CVRITAS PVBLICA, il fiume Eufrate sdraiato verso destra; CONSS in esergo. | 337                                                | (zecca di Costantinopoli);                                          | RIC VII 147; LRBC 1034.                                                                          |
| N.B.: Qui sopra alcuni esempi.                     |                                                    | | |                                                    |                                                                     |                                                                                                  |

### Monetazione dei figli e nipoti di Costantino (337-363)

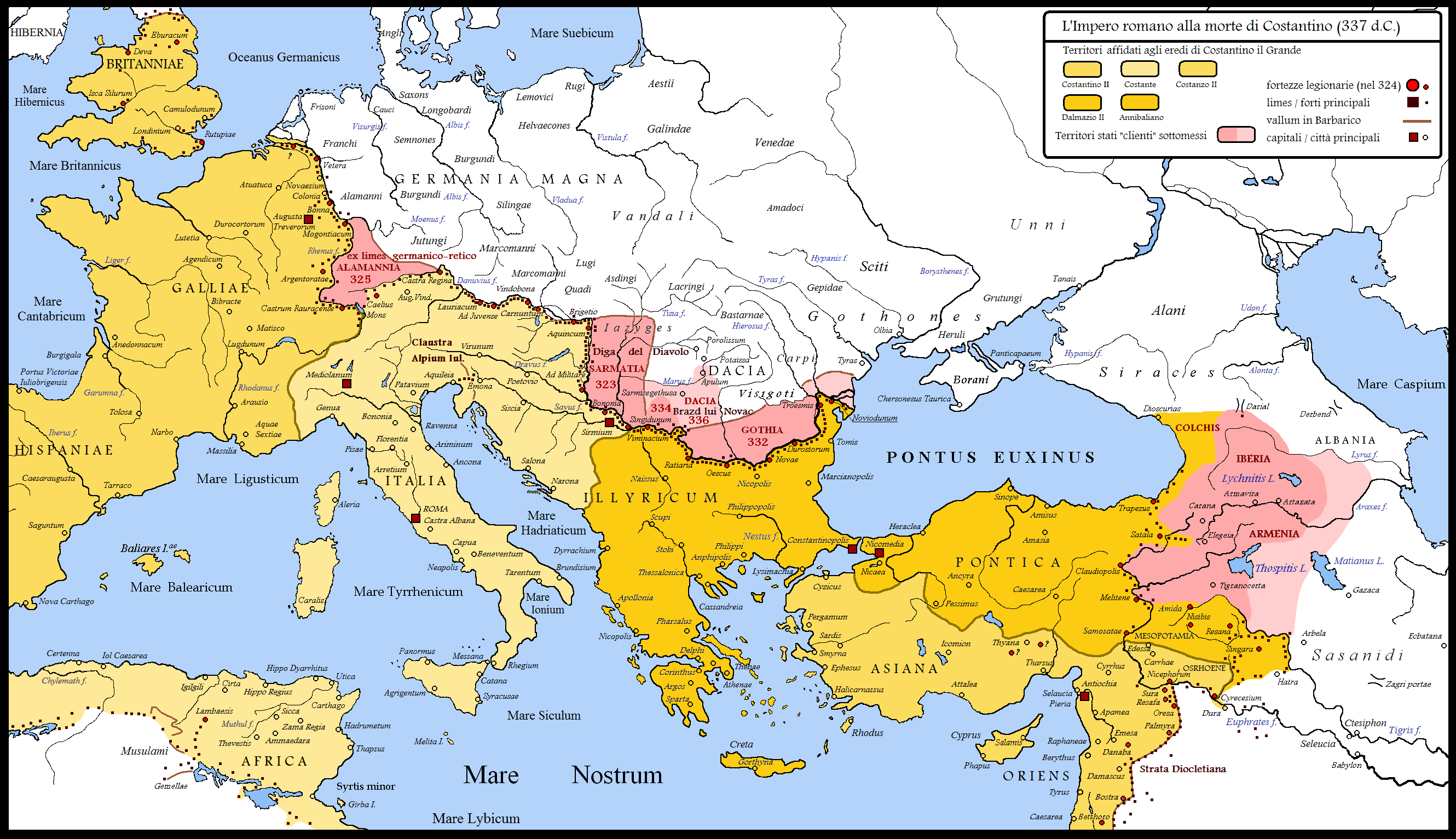
Le frontiere settentrionali ed orientali alla morte di Costantino I, con i territori acquisiti nel corso del trentennio di campagne militari (dal 306 al 337), oltre alla divisione imperiale tra figli e nipoti: Costantino II, Costante I, Costanzo II, Dalmazio Cesare e Annibaliano.

Morto Costantino (22 maggio del 337), mentre stava ancora preparando una campagna militare contro i Sasanidi, la situazione vedeva il potere spartito tra i suoi figli e nipoti, cesari: Costanzo II, che era impegnato in Mesopotamia settentrionale a supervisionare la costruzione delle fortificazioni frontaliere, si affrettò a tornare a Costantinopoli, dove organizzò e presenziò alle cerimonie funebri del padre: con questo gesto rafforzò i suoi diritti come successore e ottenne il sostegno dell'esercito, componente fondamentale della politica di Costantino.
Durante l'estate del 337 si ebbe un eccidio, per mano dell'esercito, dei membri maschili della dinastia costantiniana e di altri esponenti di grande rilievo dello stato: solo i tre figli di Costantino e due suoi nipoti bambini (Gallo e Giuliano, figli del fratellastro Giulio Costanzo) furono risparmiati. Le motivazioni dietro questa strage non sono chiare: secondo Eutropio Costanzo non fu tra i suoi promotori ma non tentò certo di opporvisi e condonò gli assassini; Zosimo invece afferma che Costanzo fu l'organizzatore dell'eccidio. Nel settembre dello stesso anno i tre cesari rimasti (Dalmazio era stato vittima della purga) si riunirono a Sirmio in Pannonia, dove il 9 settembre furono acclamati imperatori dall'esercito e si spartirono l'Impero: Costanzo si vide riconosciuta la sovranità sull'Oriente.
La divisione del potere tra i tre fratelli durò poco: Costantino II morì nel 340, mentre cercava di rovesciare Costante I; nel 350 Costante fu rovesciato dall'usurpatore Magnenzio, e poco dopo Costanzo II divenne unico imperatore, riunificando ancora una volta l'Impero (nel 353). Il periodo poi fu caratterizzato da un venticinquennio di guerre lungo il limes orientale contro le armate sasanidi, prima da parte di Costanzo II e poi del nipote Flavio Claudio Giuliano (tra il 337 ed il 363).
Nel 361 venne proclamato augusto Giuliano, cesare in Gallia. Il suo governo durò solo tre anni, eppure ebbe grande importanza, sia per il tentativo di ristabilire un sistema religioso politeistico (per questo sarà detto l'Apostata), sia per la campagna militare condotta contro i Sasanidi.
| figli e nipoti di Costantino (337-363) | figli e nipoti di Costantino (337-363) | figli e nipoti di Costantino (337-363)                                                                                                  | figli e nipoti di Costantino (337-363) | figli e nipoti di Costantino (337-363) | figli e nipoti di Costantino (337-363)                              | figli e nipoti di Costantino (337-363) |
| Immagine                               | Valore                                 | Dritto | Rovescio | Datazione                              | Peso; diametro                                                      | Catalogazione |
| -------------------------------------- | -------------------------------------- | --- | --- | -------------------------------------- | ------------------------------------------------------------------- | --- |
|                                        | Æ Follis                               | FL MAX THEO DORAE AVG, busto della moglie di Costanzo Cloro, Flavia Massimiana Teodora, rivolta verso destra con un mantello.           | PIETAS ROMANA, la Pietà in piedi di fronte con la testa rivolta verso destra, tiene un bambino tra le braccia; •TRS• in esergo. | 340                                    | 15 mmm 1.62 gr; seconda officina della zecca di Augusta Treverorum. | RIC VIII 65; LRBC 113. |
|                                        | solido d'oro                           | DN CONSTANS PF AVG, testa di Costante I verso destra.                                                                                   | FEL TEMP REPARATIO ("ritorno del periodo felice"), l'imperatore Costante I in piedi su una nave da guerra, che sta attraversando la Manica per recarsi in Britannia nel 342; SMTS in esergo. | 342                                    | (zecca di Tessalonica);                                             | ? |
|                                        | Centenionale in bronzo                 | CONTANT-IUS P F AUG, testa laureata con diadema, busto con drappeggio e corazza verso destra, tiene un globo nella mano destra.         | FEL TEMP REPAR-ATIO, un soldato che avanza verso destra, il viso a sinistra, tiene una lancia, conduce un bimbo fuori da una capanna al di sotto di un albero; in esergo AQP(rima)•. | 348/350                                | 4.82 gr, 1 h. 1° officina della zecca di Aquileia;                  | RIC Contantius II, RIC VIII 102; LRBC 887. |
|                                        | Centenionale di bronzo                 | D N CONSTAN TIVS P F AVG, testa di Costanzo II verso destra, busto con drappeggio e corazza.                                            | FEL TEMP REPARATIO, in piedi l'imperatore verso sinistra su una galea, tiene una Fenice ed un labaro, la Vittoria a poppa; TESE in esergo. | 350                                    | 18mm, 2,91 g, 5h (5°officina della zecca di Tessalonica);           | RIC VIII 119; LRBC 1641. |
|                                        | Siliqua d'argento                      | D N CONSTAN TIVS P F AVG, testa di Costanzo II verso destra con diadema, busto con drappeggio e corazza.                                | Una corona, al centro della quale la scritta su quattro righe: VOTIS / XXX / MULTIS / XXXX; SIRM in esergo. | 351                                    | 21 mm, 3.14 g (zecca di Sirmium);                                   | RIC VIII 17; RSC 342-3f. |
|                                        | asse di bronzo                         | DN CONSTANTIUS NOB C(aesar), testa di Costanzo Gallo verso destra con diadema, busto con drappeggio e corazza; una A alla sua sinistra. | HOC SI[G]NO VICTOR ERIS, Constanzo in piedi di fronte, la testa verso sinistra, tiene un labaro ed una lancia trasversale; a destra la Vittoria sulla sinistra, che lo incorona e tiene una palma; III/-//ASIRM in esergo.                                                                         | 351                                    | 21mm, 4.94 g, 7h (1° officina della zecca di Sirmium);              | RIC VIII 31. |
|                                        | solido d'oro                           | D N CONSTANTIVS MAX AVG, testa di Costanzo II con diadema di perle, busto con drappeggio e corazza verso destra.                        | GLORIA REI PUBLICAE, Roma e Costantinopoli su trono, la prima di fronte, la seconda girata verso sinistra, tra di loro una corolla sulla quale è scritto VOT/XXX/MVLT/XXXX su quattro linee; TES in esergo.                                                                                        | 351                                    | 20mm, 4.36 g, 6h (zecca di Tessalonica);                            | RIC VIII 150; Depeyrot 9/1. |
|                                        | solido d'oro                           | D N CONSTANTI-VS NOB CAES, testa di Costanzo Gallo verso destra, busto con drappeggio e corazza.                                        | GLORIA REI-PVBLICAE, Roma e Costantinopoli sedute sul trono, la prima di fronte, la seconda girata verso sinistra, tra le due una ghirlanda con la scritta VOT/V/MVLT/X su quattro linee; Roma tiene una lancia, Costantinopoli uno scettro e poggia il piede destro su una prua; *TES* in esergo. | 351                                    | 4.44 gm (zecca di Tessalonica);                                     | RIC VIII 149; Depeyrot 8/4; Cohen 25. |
|                                        | solido                                 | FL IVL CONSTANTIVS PERP AVG, testa con diadema di perle e busto con corazza.                                                            | VICTORIA AVGUSTORVM, la Victoria seduta verso destra su una corazza, su cui è scritto VOT/XV/MVLT/XX su quattro linee su uno scudo che tiene in mano, aiutata da un picco genio; SMANΔ in esergo. Con questa moneta vengono celebrati i quindici anni di regno.                                    | 352                                    | 4.51 gr (zecca di Antiochia);                                       | RIC VIII 25; Depeyrot 5/3. |
|                                        | Centenionale di bronzo.                | DN CONSTANTIVS P F AVG, testa con diadema di perle verso destra e busto con corazza;                                                    | FEL TEMP REPARATIO, soldato in piedi verso sinistra, punta la lancia contro un cavaliere caduto in terra (un sarmata dei Limigantes); M-//•ASIRM• in esergo. | 359 (per datazione vedi qui)           | 17mm, 2.84 gm (1° officina della zecca di Sirmium).                 | RIC Constantius II, VIII 75; LRBC 1612. |
|                                        | siliqua                                | DN IVLIAN-VS P P AVG, testa con diadema di perle verso sinistra e busto con corazza;                                                    | VOT/V/MVLT/X su quattro linee, all'interno di una ghirlanda; SCON in esergo. | 360/361                                | 17 mm, 1.81 g, 5 h (2° officina della zecca di Arelate);            | RIC Fl.Claudius Iulianus, VIII 295; RSC 161. |
|                                        | solido                                 | FL IVL CONSTANTIVS PERP AVG, testa frontale con diadema di perle e busto con corazza, deitro una lancia ed uno scudo.                   | GLORIA REPVBLICAE, Roma e Costantinopoli tengono uno scudo tra di loro con scritto VOT XXX MVLT XXXX; SMANΔ in esergo. | 361                                    | (zecca di Antiochia);                                               | RIC VIII, 165. |
|                                        | centenionale di bronzo                 | FL CL IVLIA-NVS P P AVG, testa con diadema di perle verso sinistra e busto con corazza;                                                 | VOT/X/MVLT/XX su quattro linee, all'interno di una ghirlanda; BSIRM in esergo. | 361/362                                | 20mm, 3.04 g, 12h (2° officina della zecca di Sirmium);             | RIC Fl.Claudius Iulianus, VIII 108; LRBC 1619. |
|                                        | Centenionale di bronzo                 | FL CL IULI-ANUS P F AUG, testa con diadema, elmo e corazza verso destra, tiene uno scudo ed una spada.                                  | VOT / X / MVLT / XX su quattro linee; tutte all'interno di una corona di lauro; TESA in esergo. | 361-363                                | 20mm (2.96 g, 11h), 1° officina della zecca di Tessalonica;         | RIC VIII 228; LRBC 1697. |
|                                        | solido d'oro                           | FL CL IVLIA-NVS P P AVG, testa con diadema di perle verso destra e busto con corazza;                                                   | VIRTVS EXERCI-TVS ROMANORVM, un soldato in piedi verso destra, la testa a sinistra, tiene un trofeo sulla spalla sinistra e mette la mano sulla testa di un prigioniero; SIRM in esergo. | 361/362                                | 4.28 gm (zecca di Sirmium);                                         | RIC Fl.Claudius Iulianus, VIII 95; Depeyrot 21/1; Cohen 78. Near EF. From the Jürgen K. Schmidt Collection. Ex Münzen und Medaillen Liste 597 (June 1996), no. 34. |
|                                        | solido                                 | FL CL IVLIA-NVS P P AVG, testa con diadema di perle e busto con corazza e drappeggio verso destra.                                      | VIRTUS EXERCITUS ROMANORUM, Soldato in piedi verso destra, tiene un trofeo ed afferra per i capelli un prigioniero legato; ANTI in esergo. | 363                                    | 4.47 gr (zecca di Antiochia);                                       | RIC VIII 201; Depeyrot 15/2. |
| N.B.: Qui sopra alcuni esempi.         |                                        | | |                                        |                                                                     | |